# Organiste fardé
Euphonia chrysopasta
Espèce
Statut de conservation UICN

 LC  : Préoccupation mineure
L'Organiste fardé (Euphonia chrysopasta) est une espèce d'oiseau de la famille des Fringillidae.

## Liste des taxons de rang inférieur
Liste des sous-espèces selon GBIF (15 mai 2021) :
- Euphonia chrysopasta subsp. chrysopasta
- Euphonia chrysopasta subsp. nitida (T.E.Penard, 1923)

## Systématique
Le nom scientifique complet (avec auteur) de ce taxon est Euphonia chrysopasta P.L.Sclater & Salvin, 1869.
Ce taxon porte en français le nom vernaculaire ou normalisé suivant : Organiste fardé,.